# Auñón
Auñón – gmina w Hiszpanii, w prowincji Guadalajara, w Kastylii-La Mancha, o powierzchni 52,71 km². W 2011 roku gmina liczyła 206 mieszkańców.